# Cruis'n World
Cruis'n World è un videogioco di guida arcade del 1996, seguito di Cruis'n USA del 1994. Come suggerisce il titolo, Cruis'n World porta i giocatori a competere in varie tracce disseminate per il mondo.
Questo titolo è stato successivamente distribuito per Nintendo 64 nel 1998.
Nel 1999 è stato seguito dal titolo Cruis'n Exotica, uscito successivamente nel 2000 su Nintendo 64.

## Modalità di gioco
Il gioco dispone di molte più auto rispetto a Cruis'n USA e introduce le acrobazione nella serie Cruis'n; servono a schivare gli ostacoli, prendere meglio curve strette eccetera; se l'acrobazia riesce a far volare il veicolo in aria, il giocatore riceve secondi extra che vengono poi scalati dal tempo totale impiegato per tagliare il traguardo.

### Versione Nintendo 64
La versione Nintendo 64 permette di cimentarsi in una modalità extra chiamata Championship (campionato), di salvare i progressi del gioco nella cartuccia, di potenziare la velocità delle auto con i cosiddetti "Power levels" e di personalizzare le auto presenti con numerose tinte (che dovranno essere sbloccate nella modalità campionato). Il gioco utilizza anche dei razzi turbo per accelerare nella modalità campionato.
La versione Nintendo 64 inoltre permette il gioco multiplayer (da 2 a 4 giocatori) dividendo lo schermo, mentre nelle sale giochi questo non era necessario in quanto venivano connessi insieme più cabinati.
La versione Nintendo 64 è compatibile con il rumble pack, mentre la leva analogica svolge la funzione del manubrio della versione da sala giochi, a differenza però delle versioni Nintendo 64 di Cruis'n USA e Cruis'n Exotica non è possibile utilizzare i tasti direzionali del joypad del Nintendo 64.

## Piste
Gli sviluppatori del gioco hanno inviato alcuni artisti in giro per il mondo al fine di acquisire immagini digitali di monumenti ed attrazioni turistiche.
| Difficoltà | Nome pista         | Descrizione |
| ---------- | ------------------ | --- |
| Facile     | Hawaii             | Corsa attraverso la statale costiera delle Hawaii con curve decisamente facili e un traffico medio. |
| Media      | Japan              | Strade del Giappone piuttosto complesse con vista del Shinkansen e del Padiglione d'oro di Kyoto. È visibile anche il Grand Buddha di Kamakura. |
| Difficile  | Australia          | Il percorso è interamente nell'outback australiano, ci sono moltissimi tornanti ed è possibile compiere acrobazie ma anche sbandare. Anche il traffico può dare problemi. |
| Difficile  | China              | La pista parte dalla grande muraglia attraverso la campagna e le pagode. Durante la guida sulla Grande Muraglia, si possono vedere guerrieri di terracotta di Xian vicino al guardhouses. Dopo si entra a Pechino, con vista sul Tempio del Cielo, finendo davanti al cancello della Città Proibita di Tiananmen. |
| Media      | Africa/Kenya       | Guida attraverso il safari africano del Kenya con lieve traffico ed alcune formazioni di strada a rampa utili al salto. Questa pista porta il nome di Africa nella versione originale arcade. |
| Facile     | Egypt              | Corsa attraverso le sabbie dell'Egitto, a tratti dentro le piramidi; traffico piuttosto scarso. Si vede la Grande Sfinge e gli Piramidi di Giza. |
| Facile     | Moscow/Russia      | Corsa attraverso le strade moscovite con alcune deformazioni della strada ma scarso traffico da superare. Questa pista è chiamata Moscow nella versione arcade. La pista ha un percorso circolare, iniziando e terminando nello stesso luogo, la Piazza Rossa, con vista della Cattedrale di San Basilio. |
| Facile     | Germany            | Viaggio attraverso la campagna, poi attraverso la capitale, con traffico poco intenso e alcuni tornanti più tardi. Percorso dal Muro di Berlino a Bavaria con vista del Castello di Neuschwanstein tra villaggi e birrerie all'aperto. |
| Difficile  | Italy              | In auto per le strade d'Italia con moltissimo traffico. La pista inizia in Toscana, poi si arriva fino a Roma, presso le mura Aureliane. Si guida attraverso Roma costeggiando il fiume Tevere prima del finale presso il Colosseo e l'arco di Costantino. |
| Media      | France             | Corsa attraverso una strada piuttosto stretta ma con traffico facile da evitare. La pista inizia in Provenza, prosegue per Alsazia e Lorena con traguardo Parigi. Visualizzazioni di campi di lavanda e di girasole e castelli del paese, a Parigi si vedono un treno TGV, l'aereo supersonico Concorde, Les Invalides, la Torre Eiffel e l'Arc de Triomphe. |
| Media      | England            | Corse attraverso le strade dell'Inghilterra e nelle campagne, ci sono alcuni tornanti, non sarà molto difficile evitare il traffico, ma ci saranno dei semafori (e nella versione per Nintendo 64 anche dei lampioni) da evitare assolutamente. Si parte dal Tower Bridge per poi passare sotto il centro di Londra, dove si vedranno cabine e cassette della posta tipiche della capitale britannica, una volta arrivati a Stonehenge si potranno osservare UFO in formazione.                                        |
| Difficile  | Mexico             | Si attraversano le giungle del Messico con molte formazioni di terreno brullo che permettono di sbandare e di eseguire acrobazie. Ci sono antiche piramidi Maya e sculture azteche (queste ultime all'interno dei tunnel). |
| Media      | New York           | Si guida attraverso le strade di New York con una mole di traffico difficile da evitare e con molti punti dov'è possibile eseguire delle acrobazie, non mancheranno luoghi suggestivi come Manhattan, il ponte di Brooklyn e diversi punti di riferimento come la Statua della Libertà, l'Empire State Building ed il World Trade Center. |
| Facile     | Florida            | Corsa attraverso le Everglades della Florida con in aggiunta un po' di traffico. Passaggio da Miami Beach a Cape Canaveral. Vista del Kennedy Space Center e dello Space Shuttle. Se in questa pista ci si piazza almeno in terza posizione (o in qualsiasi posizione nell'arcade) un elicottero trasporterà l'auto nello Space Shuttle e sarà possibile andare sulla luna. Nella versione per Nintendo la corsa lunare sarà effettuata anche qui come ultima tappa della crociera nel mondo ma dopo i titoli di coda. |
| Difficile  | Moon (Nintendo 64) | Corsa sulla luna con folli acrobazie in un terreno molto brullo che ricorda quello della pista Australia. |

## Auto
Vetture selezionabili
- Kamikaze AWD: Toyota Supra Mk. IV RZ (JZA80)
- Stallion P56 (Sexium P56 nella versione originale arcade) : Ferrari 456
- Scarab (Lady bug nella versione originale arcade) : Volkswagen Beetle
- Banzai GTV: Mitsubishi 3000GT
- Rhino 4x4: Dodge Ram
- Sardine Extreme (Gimpee nella versione originale arcade) : Piaggio Ape
- Serpent (Venom SST nella versione originale arcade) : Dodge Viper
- Zombie XXX: 1994 Ford Mustang with a large engine upgrade.
- Road King: Kenworth T600
- Orca: Porsche 959 Il veicolo ha subito un restyling nella versione Nintendo 64[2].
- El Niňo (El Diablo nella versione originale arcade) : 1956 Chevrolet Bel Air
- Grash hopper (Nintendo 64) : Toyota Dyna
- ATV: Humvee Anche questo veicolo ha subito un restyle nella versione Nintendo 64.
- Skool Bus (Nintendo 64): GMC B Series
- NY Taxi (Nintendo 64): Chevrolet Caprice Taxi
- Enforcer (Nintendo 64): NYPD Chevy Caprice Police Interceptor
- Bulldog (Nintendo 64): London Taxi
- Conductor (Nintendo 64): London Routemaster Bus
- Speed Demon (Nintendo 64): McLaren F1. Al momento dello sviluppo di Cruis'n World, la McLaren F1 era la più veloce auto da corsa esistente[3].
- Monsta (Nintendo 64): Ford Aldernalin
- Howler: Volkswagen Transporter
- Exec (Nintendo 64): BMW M3
- Tommy (Nintendo 64): Mini
- Rocket (Nintendo 64) : Willys 77
- Surgeon (Nintendo 64) : Mercedes T1

## Colonna sonora
- Jungle Bump: Hawaii, Africa (Arcade), Egypt (Arcade), Florida
- Noble sama/Asia Minor: Japan, China
- Grunge Factor: Australia, Russia, Moscow, New York
- Anijibi: Kenya (Nintendo 64)
- Cruis'n Cairo: Egypt (Nintendo 64)
- Schifter: Germany (Nintendo 64)
- Cruis'n Shuffle: Italy
- Islander: Mexico
- The Chase: England (Nintendo 64)
- Euro House: France, Germany (Arcade), England (Arcade), Moon

## Sviluppo
Lo sviluppo della versione Nintendo 64 iniziò nel 1996 dopo lo sviluppo della versione Nintendo 64 di Cruis'n USA. Eugene Jarvis ammise che il porting di Cruis'n USA non era molto buono, quindi promise che la storia non si sarebbe ripetuta con Cruis'n World. Eurocom acquisì la licenza e decise di impiegare molto più tempo di quello impiegato dalla Williams per la realizzazione di Cruis'n USA. Nei primi mesi del 1997, Nintendo annunciò che Cruis'n World sarebbe uscito su Nintendo 64 in autunno, ma slittò silenziosamente fino al 1998.

## Differenze e censure tra la versione arcade e la versione Nintendo 64
- Nella versione arcade, all'inizio della gara, una ragazza appare sullo schermo a sinistra, agita una bandiera a scacchi ed esclama: "READY...SET...GO!!" per poi andarsene dallo schermo, mentre alla fine della pista, a patto che si tagli il traguardo in prima posizione una ragazza in bikini e con un trofeo in mano esegue una danza per premiare il giocatore. Nella versione Nintendo 64 c'è un'opzione ("Winning Girl") che abilita e disabilita questa funzionalità, anche se la ragazza col trofeo invece di avere ogni volta un bikini di colore diverso come nell'originale arcade si presenta sempre con quello fucsia, mentre quella con la bandiera possiede un bikini celeste.

- A differenza della versione arcade il gioco uscito su Nintendo 64 è stato programmato per aumentare progressivamente la velocità delle auto rivali man mano che si ottengono delle vittorie in prima posizione, a causa di moltiplicatori di velocità che vengono raggiunti dopo un massimo di 5 vittorie. Non c'è modo di resettare questi moltiplicatori se non cancellando il salvataggio.

- Nella versione arcade, gli animali esplodono in pezzettini di carne quando il giocatore li colpisce, mentre nella versione Nintendo 64 il giocatore ci passa attraverso senza poterli colpire, probabilmente per il fatto che il gioco su tale piattaforma è stato destinato a ragazzi dai 3 anni in su, anche se l'originale arcade era indirizzato ad un pubblico di età superiore, inoltre non tutti gli animali sono comunque presenti, difatti nella pista Kenya (Africa in originale) ad attraversare la strada erano molte più file di animali, inoltre nelle piste China e Germany le mucche e le capre sono state rimosse completamente. Recentemente però è stato scoperto che la censura degli animali non è totale, difatti nella pista Kenya ci sono 2 file di animali molto difficili da raggiungere, trattasi degli gnu e delle scimmie, con il power level 5 o 6 e preferibilmente con la speed demon car è quindi possibile colpire questi 2 animali.

- Nella versione arcade una volta completata la crociera nel mondo (in qualsiasi posizione) si poteva assistere ad un finale in cui l'auto utilizzata per la modalità veniva trasportata con un missile sulla luna, subito dopo una sonda trasportava la piscina (già vista nell'originale arcade di Cruis'n USA) contenente Clinton, sua moglie ed un'altra donna a pochi metri dall'auto ed il presidente si complimentava con il giocatore, circondato ovviamente dalle sue guardie del corpo, subito dopo la piscina veniva rapita da alcuni UFO, nella versione Nintendo 64 la scena è stata rallentata, è stata rimossa la scritta "Political cartoon", il missile non fa uscire le fiamme arancioni dalle torrette, ma solo quelle blu e subito dopo l'arrivo dell'auto sulla luna partono i titoli di coda, tagliando completamente la scena con il presidente, anche i titoli di coda hanno subito delle variazioni, difatti non vengono mostrati i modelli 3D di circa 6 programmatori vestiti da cosmonauti e gli interi titoli di coda sono stati inseriti in un video che riprende l'auto mentre sfreccia solitaria per la pista France o Italy (a caso ogni volta che si completa la modalità Cruis'n World nel Nintendo 64).

- Nella versione arcade, alcuni annunci vocali erano presenti in alcune piste e facevano alcune osservazioni sulle peculiarità delle stesse. Nella versione Nintendo 64 sono stati rimossi, è stato ipotizzato al fine di contenere le dimensioni del gioco su cartuccia, anche se è abbastanza improbabile dato che erano molto brevi ed in numero irrisorio.

- Il livello di difficoltà è stato alterato ulteriormente, moltissimi ostacoli che nella versione arcade se colpiti venivano piegati e rappresentavano quindi unicamente un piccolo rallentamento per il giocatore nella versione Nintendo 64 rimangono saldi al suolo ed hanno la funzione di frenare bruscamente l'auto e rispedirla indietro di un paio di metri, rimosse inoltre le "auto ubriache" già viste in Cruis'n USA, auto facenti parti del traffico che da un momento all'altro impazziscono venendo incontro al giocatore sbandando.

- Cambi di nome: Alcune piste, auto ed OST hanno subito dei cambi di nome, per ragioni sconosciute, trattasi delle piste Africa e Moscow che sono rispettivamente state ribattezzate Kenya e Russia, la OST Noble Sama è stata ribattezzata Asia Minor.

- Nella versione arcade la folla al traguardo era composta da formazioni casuali di ragazze e ragazzi in movimento, con differenti colori di vestiti e costumi, nella versione Nintendo 64 sono sempre presenti i soliti 8 sprite in movimento.

- Auto ridisegnate: Le auto Orca ed ATV hanno subito un restyle per ragioni sconosciute, le prestazioni dovrebbero essere rimaste immutate.

- Sfondi delle piste: Nell'originale arcade era sempre il solito cielo blu pieno di nuvole, nella versione Nintendo 64 si possono trovare cieli di tramonto o comunque con diverse colorazioni, purtroppo non c'è modo di selezionare una preferenza per il cielo di sfondo da utilizzare.

- Nella versione arcade nella pista Hawaii era possibile notare e sentire due cascate, nella versione Nintendo 64 sono state eliminate per motivi sconosciuti, inoltre all'interno dell'acquario era possibile sentire anche i versi degli animali nelle vasche, ulteriore elemento eliminato.

- Nella OST "Asia Minor" (originariamente chiamata "Noble Sama") utilizzata per le piste "Japan" e "China", il suono di alcune campane è stato rimosso, così come si può notare una differenza nella OST "Euro House" utilizzata per la pista "France" in cui è stata preferita la sostituzione di uno strumento in un certo punto, nella OST "Islander" invece un intero pezzo unicamente sonoro è stato eliminato.

- Sono state aggiunte 4 ulteriori musiche di sottofondo, 2 di queste sono state inserite nelle piste "Germany" ed "England", dove nella versione arcade era presente "Euro house" che continua ad essere utilizzata per la pista "France", mentre le altre 2 hanno sostituito la musica di sottofondo "Jungle Bump" nelle piste "Egypt" e "Kenya" ("Africa" nell'originale arcade) che comunque continua ad essere usata nelle piste Florida e Hawaii.